# 오카다 다케시
오카다 다케시(일본어: 岡田 武史, 1956년 8월 25일 ~ )는 일본의 전직 축구 선수 및 전직 축구 지도자이자 현 스포츠 행정가로 현역 시절 제프 유나이티드 지바에서 수비수로 활약했으며 현재 J3리그 FC 이마바리의 구단주 겸 일본 축구 협회 부회장이자 일본의 농구 리그인 B.LEAGUE 이사직을 맡고 있다.

## 개요
축구특기자가 아닌 학업으로 와세다 대학에 들어갈 정도로 학구파였다.
1980년부터 1990년까지 후루카와 전공에서 189경기에 나서 9골을 득점하였고, 일본 축구 국가대표팀에서는 1980년부터 1985년까지 24경기에 출전해 1골을 득점하였다.
선수 은퇴 이후 1997년 도쿄 대첩에서 패해 대표팀 감독에서 물러난 가모 슈의 후임으로 일본 축구 국가대표팀 감독에 선임되었다. 월드컵에 첫 출전하였지만 조별 리그 3연패를 당해 탈락한 후, 콘사돌레 삿포로(1999년 ~ 2001년), 요코하마 F. 마리노스(2003년 ~ 2006년)의 감독을 맡았으며, 요코하마 F. 마리노스 감독 시절인 2003년과 2004년에 J리그 올해의 감독에 선정된 바 있다.
2007년 일본 축구 국가대표팀(1997년 ~1998년)의 감독을 맡았던 이비차 오심이 중풍으로 쓰러진 후 다시 일본 축구 국가대표팀의 감독으로 복귀했다. 그러나 2010년 동아시아컵에서의 졸전으로 자국 언론으로부터 맹비난을 받았다. 특히 단두대 매치라고 명명된 동아시아컵 한·일전에서 패배함으로써 경질설이 불거졌다가, 일본 축구협회의 반대로 무산되기도 하였다. 그러나 이러한 비난 여론에도 불구하고, 2010 남아공 월드컵에서 카메룬을 1:0으로, 덴마크를 3:1로 꺾어 일본 최초로 원정 16강을 달성함으로써 신뢰가 완전히 회복되었다.

그러나 2010 남아공 월드컵에서의 활약에 불구하고 대회 이전에 사퇴 의사를 보였고. 그로 인해 대표팀 감독을 사임하게 되었다.
오카다는 2010 남아공 월드컵의 공로로 오구라 준지 신임 일본축구협회 회장의 요청으로 협회 이사가 되었다.
이후 여러 클럽 및 국가대표팀 감독 제의가 오지만 사양하고 한동안 일본의 축구 해설가로 활동하고 있다가,
 2012년 중국 슈퍼 리그의 항저우 뤼청의 감독으로 선임되었다.

## 통계
| 일본 | 일본 | 일본 |
| 연도 | 출전 | 득점 |
| ---- | ---- | ---- |
| 1980 | 3    | 0    |
| 1981 | 5    | 0    |
| 1982 | 2    | 1    |
| 1983 | 7    | 0    |
| 1984 | 4    | 0    |
| 1985 | 3    | 0    |
| 통산 | 24   | 1    |

## 수상
2010년 AFC 올해의 감독상